# Championnats panaméricains de cyclisme de 1994
Navigation
Championnats panaméricains 1992 Championnats panaméricains 1996
Les Championnats panaméricains de cyclisme sont les championnats continentaux de cyclisme sur route et sur piste pour les pays membres de la Confédération panaméricaine de cyclisme.
Lors du congrès panaméricain du cyclisme, réunissant les représentants des fédérations affiliées à la COPACI, qui s'est déroulé à l'occasion des précédents championnats, la candidature du Chili a été retenue au détriment de celle du Venezuela. Les villes de Curicó et de Talca ont été choisies pour être le théâtre des compétitions. Les championnats se disputent du 9 au 18 décembre.
L'évènement, malgré quelques dysfonctionnements dans l'organisation, a été inauguré par M. José Peláez, président de la COPACI. Il réunit cent-cinquante coureurs de onze pays.

## Podiums

### Cyclisme sur piste
| Épreuves                | Or                                                                       | Argent                                                            | Bronze                                                                    |
| ----------------------- | ------------------------------------------------------------------------ | ----------------------------------------------------------------- | ------------------------------------------------------------------------- |
| Compétitions masculines |                                                                          |                                                                   |                                                                           |
| Kilomètre               | Gene Samuel                                                              | Ángel Darío Colla                                                 | Sergio Rolando                                                            |
| Keirin                  | Marcelo Arrué                                                            | Flavio Guidoni                                                    | Gene Samuel                                                               |
| Vitesse individuelle    | Marcelo Arrué                                                            | Julio César Herrera                                               | Gil Cordovés                                                              |
| Poursuite individuelle  | Walter Pérez                                                             | José Medina                                                       | Carlos Alberto Suárez                                                     |
| Poursuite par équipes   | Argentine Walter Pérez Ángel Darío Colla Edgardo Simón Sergio Giovachini | Cuba Iosvani Domínguez Eugenio Castro Iván Domínguez Héctor Ajete | Chili José Medina Luis Fernando Sepúlveda Manuel Arriagada Víctor Garrido |
| Course aux points       | Leonardo Cardona (en)                                                    | Milton Wynants                                                    | Hernandes Quadri Júnior                                                   |
| Élimination             | Walter Pérez                                                             | Edgardo Simón                                                     | Milton Wynants                                                            |
| Compétitions féminines  |                                                                          |                                                                   |                                                                           |
| Vitesse individuelle    | Zuleika Jáurega                                                          | Iêda Botelho                                                      | Jessica Grieco                                                            |
| Poursuite individuelle  | Dania Pérez (en)                                                         | Belem Guerrero                                                    | Yacel Ojeda                                                               |
| Course aux points       | Dania Pérez (en)                                                         | Yoanka González                                                   | Belem Guerrero                                                            |

### Cyclisme sur route
| Épreuves                      | Or                                                                  | Argent                                                                       | Bronze                                                     |
| ----------------------------- | ------------------------------------------------------------------- | ---------------------------------------------------------------------------- | ---------------------------------------------------------- |
| Compétitions masculines élite |                                                                     |                                                                              |                                                            |
| Course en ligne               | Oscar Albeiro Giraldo                                               | Heriberto Rodríguez                                                          | César Goyeneche                                            |
| Contre-la-montre              | Rubén Pegorín                                                       | Víctor Hugo Peña                                                             | Juan Marcelo Agüero                                        |
| Contre-la-montre par équipes  | Cuba Eliécer Valdés Heriberto Rodríguez Yolexis Millán Mario Pérez  | Brésil José Cardoso José dos Santos Hernandes Quadri Júnior Jamil Suaidem    | Chili Ángel Pérez Francisco Opazo Henry Ortega Juan Fierro |
| Compétitions féminines        |                                                                     |                                                                              |                                                            |
| Course en ligne               | Yacel Ojeda                                                         | Tatiana Fernández                                                            | Yoanka González                                            |
| Contre-la-montre              | Belem Guerrero                                                      | Yacel Ojeda                                                                  | Patricia Santiago                                          |
| Contre-la-montre par équipes  | Cuba Yacel Ojeda Tatiana Fernández Dania Pérez (en) Yoanka González | Argentine Patricia Santiago Casilda Riquelme Miriam Blanco María Clara Verón | Chili                                                      |

## Déroulement des championnats

### Les compétitions sur piste

#### Première journée de compétitions
La journée inaugurale de compétition a vu la domination des sprinters cubains sur les qualifications de la vitesse individuelle tant féminine que masculine.
Chez les dames, Zuleika Jáurega est la seule à avoir parcouru le deux cents mètres lancés en moins de treize secondes. Elle devance la Brésilienne Iêda Botelho et l'Américaine Jessica Grieco de quatre dixièmes. En 11 s 220, son compatriote, et champion du monde juniors de la spécialité, Julio César Herrera a surpassé ses adversaires les plus proches, le Colombien John Jaime González et l'Argentin Rodrigo Amarilla de moins de deux dixièmes.
Lors du tour qualificatif de la poursuite individuelle masculine, sur une distance de quatre mille mètres, l'Argentin Walter Pérez a facilement maîtrisé ses adversaires. Puisque ses plus proches rivaux échouent à près de quatre secondes pour le Chilien José Medina et à plus de cinq pour son compatriote Edgardo Simón.

#### Deuxième journée de compétitions
Sur les deux premiers jours, quatre finales sont au programme. Walter Pérez et la délégation argentine s'y montrent à leur avantage.
Pérez s'impose, non seulement, en poursuite mais aussi dans la course à l'australienne (nom de la course à l'élimination, en Amérique du Sud). Dans cette seconde épreuve, il précède Edgardo Simón et l'Uruguayen Milton Wynants. Tandis que la sélection de Colombie obtient une médaille de bronze, par l'intermédiaire de Carlos Alberto Suárez, en poursuite individuelle.
Dans l'épreuve du kilomètre, le Trinidadien, et médaillé mondial de la spécialité, Gene Samuel conquiert le titre continental, triomphant devant deux autres Argentins Ángel Darío Colla et Sergio Rolando.
Dans la seule finale féminine de la session, la Cubaine Dania Pérez dispose de la Mexicaine Belem Guerrero en poursuite. Une autre ilienne, Yacel Ojeda, s'octroie la dernière marche du podium.
Les quarts de finale de la vitesse sont aussi à l'ordre du jour. Chez les hommes, le Chilien Marcelo Arrué se qualifie pour les demi-finales, en réalisant le meilleur temps. Il sera opposé le lendemain à Rodrigo Amarilla. Tandis que l'autre demi-finale sera un duel caraïbéen entre Julio César Herrera et Gil Cordovés.
Chez les femmes, les résultats des quarts de finale donnent, d'une part, une opposition entre Zuleika Jáurega et Jessica Grieco (meilleur temps du jour) et d'autre part un duel entre l'Argentine Verónica Martínez et Iêda Botelho, pour le jour suivant.

#### Troisième journée de compétitions
Le Chilien Marcelo Arrué s'adjuge le titre de la vitesse individuelle. 

#### Quatrième et dernière journée de compétitions
Leonardo Cardona (en) remporte la course aux points et décroche le seul titre des compétitions sur piste, obtenu par la délégation colombienne. Il devance Milton Wynants, déjà médaillé dans la course à l'élimination, et le Brésilien Hernandes Quadri Júnior. 
L'amphitryon Marcelo Arrué gagne pour la deuxième fois en deux jours, en s'attribuant, cette fois, l'épreuve du keirin. Il devance l'Argentin Flavio Guidoni et Gene Samuel, sacré sur le kilomètre.
La dernière médaille d'or des compétitions sur piste échoit aux poursuiteurs argentins qui rejoignent leurs adversaires cubains, à mille mètres du terme de la finale de la poursuite par équipes. Les pistards chiliens, quant à eux se contentent de la médaille de bronze.

### Les compétitions sur route

#### Les contre-la-montre individuels
Parallèlement à la clôture des compétitions sur piste, se déroulent le même jour les contre-la-montre individuels, nouvelles épreuves au programme des championnats.
Dans la course masculine, l'Argentin Rubén Pegorín réitère son succès du mois précédent, conquis aux Jeux sud-américains de Valencia. Dans un temps de 1 h 0 min 16 s, il repousse le Colombien Víctor Hugo Peña, déjà à son avantage au Venezuela, à vingt-quatre secondes et son compatriote Juan Marcelo Agüero à 1 min 24 s.
Chez les féminines, la Mexicaine Belem Guerrero, battue en finale de la poursuite individuelle, s'empare du titre. Elle bat de, seulement, trois secondes, une autre récipiendaire de la poursuite, la Cubaine Yacel Ojeda et de dix, l'Argentine Patricia Santiago. 

#### Les contre-la-montre par équipes
La délégation cubaine obtient un doublé en dictant sa loi tant chez les messieurs que chez les dames. Dans l'épreuve féminine, les Caraïbéennes contraignent les Argentines à la deuxième place.

#### Les courses en ligne
Le Colombien Oscar Albeiro Giraldo s'impose, tandis que l'épreuve féminine se termine par un triplé de la délégation cubaine. 
À la suite de résultats décevants aux Jeux sud-américains qui ont vu la Colombie être dominée par ses rivaux vénézuéliens et argentins, et finir au même rang que des nations mineures du cyclisme sud-américain, la presse colombienne stigmatise l'incurie qui caractérise la préparation de la sélection colombienne aux grands rendez-vous continentaux. Alors que le directeur technique, Hugo Cuartas parle plutôt d'un problème de calendrier pour justifier les mauvais résultats obtenus au Venezuela (aucun titre décroché). Il explique que les cyclistes sur route ayant terminé leur saison jouissaient de leur période de relâche et étaient en pleine préparation physique pour la prochaine. Pour honorer leurs obligations, les routiers sélectionnés ont été obligés de réduire leur temps de repos et de reprendre la compétition, sans y être préparé, d'où ces piètres performances. Il affirme que les Jeux sud-américains ont servi d'entraînement pour les championnats, et que les coureurs y seront bien plus compétitifs, malgré une concurrence autrement relevée, avec la présence des délégations présentes à Valencia et d'autres telles que celles du Mexique, de Cuba ou des États-Unis. 
La victoire d'Oscar Albeiro Giraldo et la médaille de bronze de César Goyeneche, dans la course en ligne, semblent donner raison à Cuartas. Dans une compétition où sont présents des représentants de huit équipes nationales, Giraldo couvre les 165 km du parcours en 4 h 1 min 33 s. Il finit devant le Cubain Heriberto Rodríguez et Goyeneche, qui terminent dans le même temps que le vainqueur. Giraldo, Bogotanais de vingt et un ans, est réputé pour ses talents de finisseur. Surnommé el Gato (le chat), il est membre de la formation Manzana Postobón, après avoir milité dans l'équipe Pony Malta-Avianca.
Chez les dames, les concurrentes issues des sélections argentine, brésilienne, chilienne et cubaine sont au départ. Yacel Ojeda, déjà titrée dans le contre-la-montre par équipes, devient championne panaméricaine pour la deuxième fois du week-end. En mettant 2 h 13 min 17 s pour effectuer les 82,5 km imposés, elle distance ses compatriotes Tatiana Fernández et Yoanka González de 5 min 56 s.

## Tableau des médailles
48 médailles étaient distribuées lors de ces championnats.
| Rang  | Nation            | Or | Argent | Bronze | Total |
| ----- | ----------------- | -- | ------ | ------ | ----- |
| 1     | Cuba              | 6  | 6      | 3      | 15    |
| 2     | Argentine         | 4  | 4      | 3      | 11    |
| 3     | Chili             | 2  | 1      | 3      | 6     |
| 4     | Colombie          | 2  | 1      | 2      | 5     |
| 5     | Mexique           | 1  | 1      | 1      | 3     |
| 6     | Trinité-et-Tobago | 1  | 0      | 1      | 2     |
| 7     | Brésil            | 0  | 2      | 1      | 3     |
| 8     | Uruguay           | 0  | 1      | 1      | 2     |
| 9     | États-Unis        | 0  | 0      | 1      | 1     |
| Total | Total             | 16 | 16     | 16     | 48    |

## Bilan sportif
Le titre général est obtenu par la sélection cubaine.
Grâce notamment à la réussite de Walter Pérez, les cyclistes argentins font jeu égal avec les Cubains, lors des compétitions sur piste, mais ces derniers ont profité des épreuves sur route pour créer la différence et s'imposer. Cuba, avec six titres, devance, donc, l'Argentine, avec quatre médailles d'or et le Chili, pays hôte, avec deux.
En y associant la Colombie, également deux ors décrochés, les quatre premières nations au classement totalisent quatorze des seize titres mis en jeu, et trente-sept médailles sur quarante-huit possibles. Six délégations ont obtenu une médaille d'or au moins et neuf pays une médaille au moins.
Sur le plan individuel, Walter Pérez se détache avec trois titres obtenus sur la piste. La Cubaine Dania Pérez obtient également trois médailles d'or (dont une sur route). Sa compatriote Yacel Ojeda, quant à elle, obtient quatre médailles lors de la manifestation continentale, dont deux titres sur la route. Un autre concurrent obtient deux médailles d'or, le sprinteur chilien Marcelo Arrué.
En comptabilisant les médaillés par équipes, au minimum cinquante et un compétiteurs sont honorés d'une médaille au moins lors de cette compétition.